# Lyclene
Lyclene là một chi bướm đêm thuộc phân họ Arctiinae, họ Erebidae.